# Tvångssteriliseringar i Indien
Överbefolkning är sedan självständigheten 1947 över lag ett stort och växande problem i Indien; man för en ständig kamp för att hålla den ekonomiska utvecklingen och tillgången på livsmedel och rent vatten i nivå med folkökningen i landet. 
Försök görs och har gjorts för att begränsa folkökningstakten, men försöken avstannade delvis sedan de råkat i vanrykte under 1970-talet. I dag försöker politikerna med hjälp av paroller som "en familj - ett barn" nå fram till frivillig barnbegränsning, men med begränsad framgång.
Under Indira Gandhis tid som Indiens premiärminister före 1977 drevs omfattande steriliseringskampanjer. Sedan undantagstillstånd utlysts av Gandhi 1975, och sedan sonen Sanjay Gandhi fått ansvaret för befolkningspolitiken genomfördes omfattande tvångssteriliseringar, vilket efter regimens fall 1977 gjorde fortsatta steriliseringskampanjer politiskt omöjliga för mycket lång tid.